# Confrontation
Confrontation  es el decimotercer álbum de estudio de Bob Marley & The Wailers, lanzado póstumamente en 1983 a 2 años de la muerte de Bob Marley quien falleció de cáncer a la edad de 36 años. Incluye material inédito del artista grabado durante sus últimos años de vida, el álbum fue grabado durante las grabaciones de los últimos grabados por el cantante en vida entre los álbumes Exodus y Uprising.

## Listado de canciones
Todas las canciones escritas por Bob Marley, excepto donde se especifique.

### Cara A
1. "Chant Down Babylon"  – 2:36
2. "Buffalo Soldier" (Bob Marley, N.G Willams) – 4:17
3. "Jump Nyabinghi" - 3:44
4. "Mix Up, Mix Up" - 5:02
5. "Give Thanks & Praises"  - 3:16

### Cara B
1. "Blackman Redemption"  - 3:33
2. "Trench Town"  - 3:12
3. "Stiff Necked Fools"  - 3:25
4. "I Know"  - 3:21
5. "Rastaman Live Up!" (Bob Marley, Lee Perry) - 5:26

### Tema extra
1. "Buffalo Soldier" (12-inch mix) - 7:37 (canción incluida en la remasterización del álbum en 2001)

### Créditos
- Bob Marley – Voz principal, voz secundaria, guitarra rítmica
- Aston Barrett – Bajo, guitarra, percusión
- Carlton Barrett – Batería, akete
- Tyrone Downie - Teclados, voz Secundaria
- Junior Marvin – guitar Líder, voz Secundaria
- Earl Lindo] – Teclados
- Alvin Patterson – percusión
- I Threes (Rita Marley, Marcia Griffiths y Judy Mowatt) - Voces secundarias
- Glen DaCosta – saxofón tenor
- David Madden – Trompeta
- Ronald "Nambo" Robinson – Trombón
- Devon Evans – percusión
- Carlton "Santa" Davis– Batería (En "Chant Down Babylon")
- Neville Garrick – Dirección de arte y Gráficos
- Errol Brown – Ingeniero de grabación y mezclas
- Michaell Reid – Asistente de Ingeniería
- Errol Brown, Chris Blackwell y Aston Barrett – mezclas
- Bob Marley & The Wailers y Errol Brown – Productores
- Azdean Marley – Productor ejecutivo
- Ted Jensen de Sterling Sound, Nueva York - masterizador

- Datos: Q868741